# Rátonyi Gábor Tamás
Rátonyi Gábor Tamás (1970 –) magyar újságíró, blogger, helytörténeti kutató. 2004 folyamán (Ratonyi néven) egyike volt a magyar Wikipédia legkorábbi szerkesztőinek.

## Életpályája
Első fellelhető várostörténeti tárgyú írása 1997-ben jelent meg a Népszabadságban. Egy időben az isz.hu nevű, internetszolgáltatókról szóló portál szerkesztője volt. 2006-tól egy évig megbízott főszerkesztője a HWSW-nek, később az Origo.hu újságírója volt. Külsős szerzőként jelentek meg írásai Szombathy Pál vezetése idején a Magyar Hírlapban is.
2004-től a Budapest folyóirat egyik szerzője, illetve a Nagy Budapest Törzsasztal tagja volt. A Budapest XV. kerületével foglalkozó blogját 2012-ben indította, a főváros utca- és földrajzi neveivel foglalkozó blogja 2015 óta érhető el. Visszatérő előadója XV. kerületi helytörténeti rendezvényeknek. 2015-től a Helyem Házam Palotám helytörténeti értesítő szerzője, 2017-től megbízott főszerkesztője.
Önkéntes kutatója volt a Budapest 100 rendezvénynek, több fővárosi épülettel kapcsolatos kutatása jelent meg.